# Juni-Konferenz 1900
Die preußische Juni-Konferenz (auch Schulkonferenz) vom 4. bis 8. Juni 1900 in Berlin behandelte pädagogische Probleme zum Abitur und zu den Gymnasialtypen.
Sie wurde vom preußischen Kultusminister Konrad von Studt einberufen und unter Leitung von Friedrich Althoff durchgeführt, um die ungelösten Fragen der Gymnasialtypen und des Hochschulzugangs nach der unbefriedigenden Lösung der Dezember-Konferenz 1890 zu erörtern. Erneut stand der Gegensatz zwischen humanistischer und realistischer Bildung im Mittelpunkt. Die konservativen Philologen hatten eine "Braunschweiger Erklärung" mit 15.000 Unterschriften mitgebracht.
Außer Pädagogen wurden auch bekannte Gelehrte wie Theodor Mommsen oder Adolf von Harnack eingeladen. Im Eingangsreferat eröffnete der Minister die Alternative: entweder ein einheitliches Gymnasium mit mehr Realienwissen auf Kosten des altsprachlichen Unterrichts zu schaffen oder den nach wie vor bestehenden drei Gymnasialtypen (Humanistisches Gymnasium, Realgymnasium, Oberrealschule) die gleiche Berechtigung zum Hochschulstudium für alle Fachrichtungen zu geben. Die Mehrheit der Kongressteilnehmer befürwortete Letzteres. Nur für die Theologie blieb ein altsprachliches Abitur Voraussetzung. Altsprachliche Kenntnisse sollten auf den Universitäten nachgeholt werden können.
Der führende Altphilologe Ulrich von Wilamowitz-Möllendorff räumte in einer Rede ein, dass der ästhetische Vorrang der antiken Literatur, an den die deutschen Klassiker noch geglaubt hätten, in der modernen Welt nicht mehr zu halten sei. "Die Antike als Einheit und Ideal ist dahin; die Wissenschaft selbst hat diesen Glauben zerstört."
Kaiser Wilhelm II., ein Anhänger des Bildungsrealismus, unterzeichnete als preußischer König am 26. November 1900 den Erlass auf seiner Yacht in Kiel. Der "Kieler Erlass" bedeutete zwar nicht das Ende der humanistischen Bildung, aber leitete ihren quantitativen Rückgang im Schüleranteil der höheren Schulen ein. Die anderen Staaten im Deutschen Reich zogen bald nach, mit geringen Abweichungen wie Bayern, das auch für Jura ein humanistisches Abitur verlangte.

## Zitate
Der Philosoph und Pädagoge Wilhelm Dilthey begründete 1900 seine Zurückhaltung gegen die Naturwissenschaften im Gymnasium:
„Der naturwissenschaftliche Geist … hat die abstrakten Prinzipien auf das wirksamste unterstützt, welche in der Französischen Revolution so einflußreich gewesen sind. Das abstrakte mathematische Denken, angewandt auf Gebiete des gesellschaftlichen Lebens, wird stets das heranwachsende Geschlecht empfänglich machen für die leeren Ideale eines Staates, der nach den Grundsätzen der Gleichheit geregelt ist … Frankreich hat den Sozialismus hervorgebracht. Ich frage Sie nun, was in dem Unterricht einer Oberrealschule dem Fortschreiten dieses Geistes, seinem Eindringen in unser Beamtentum, entgegenzuwirken vermag. In dem Gegensatz gegen die Propaganda der Revolution ist die historische Schule entstanden … So kämpfen wir für die Monarchie, indem wir die Entwicklung des geschichtlichen Bewußtseins als die Vorschule des Juristen und des Beamten zur Geltung bringen.“ (Schulreform, 1900; zitiert nach Herwig Blankertz: Geschichte der Pädagogik. Wetzlar 1982, ISBN 3-88178-055-6, S. 169)